# معجز شبستری

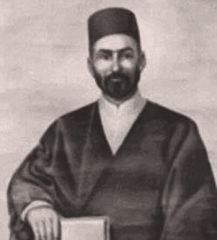

میرزا علی معجز شبستری معروف به معجز شبستری در سال ۱۲۵۲ خورشیدی در شبستر که در آن زمان قصبه‌ای کوچک بود متولد شد. وی فرزند حاجی آقا از تاجران بزرگ شبستر و پدر بزرگش حاجی میرزا بابا حاکم شبستر بود. وی دو برادر بزرگتر از خودش به نام‌های حسن و حسین داشت که به استانبول رفت‌وآمد داشتند. میرزا علی معجز در شبستر در نزد شخصی به نام آخوند ملا علی با اصول قدیم تحصیل کرده‌است.

## زندگی معجز
معجز شبستری در کودکی خواندن و نوشتن را در مکتب خانه آموخت. در سن شانزده سالگی (۶۸–۱۲۶۷ خورشیدی) پدرش فوت شد. بعد از فوت پدر برادرانش که در استانبول به تجارت مشغول بودند، معجز را به استانبول بردند. معجز در استانبول فرصت تعلم و مطالعه به دست آورده و ضمن کمک روزانه به برادران خود به مطالعه در تاریخ و ادبیات می‌پرداخت. وی را عشق وطن و درد غربت آزار می‌داد. به همین جهت بعد از حدود سیزده سال زندگی در غربت استانبول به شبستر بازگشت.
از آنجائیکه معجز از مریدان عارف مشهور ایران شیخ محمود شبستری بود، بیشتر اوقات خود را بر سر مزارش حاضر می‌شده و در خلوت انس با مراد خود به نوشتن شعر می‌پرداخت.
معجز برای تأسیس یک مدرسه دخترانه با اصول امروزه برای دختران شبستر خیلی تلاش نمود و بالاخره با مساعدتهای رئیس فرهنگ وقت تبریز بنام آقای دکتر محسنی عماد السلطنه، اولین مدرسه دخترانه را در قصبه شبستر ایجاد نمود.
میرزاعلی معجز شبستری از پیشگامان احیای حقوق مدنی زنان است. او در اشعار خود تساوی حقوق اجتماعی و قانونی زنان را خواستار است و در اشعارش بنا به موانعی که در جامعه آنروز برای ذکر نام زنان وجود داشته همسر خود خانم تکذبان را تمثیلی از زن آذربایجانی بحساب آورده و شعر گفته‌است.
| تکذین جهلی اولماسا زائل |  | اوغلی اولماز تمدنه مایل |

ترجمه شعر: اگر نادانی تکذبان از بین نرود، فرزندش تمایلی به پیشرفت نخواهد داشت.
معجز به این اصل معتقد بود که مادران دانا و فهمیده و باسواد قادر به تربیت صحیح اولاد خود هستند.

معجز در بیان سرگذشت خود می‌نویسد: 
بعد از بازگشت به وطن به نوحه خوانی مشغول شدم. ولی نوحه خوانی و بیان حقایق در اشعار نوحه برای واپسگرایان خوش نیامد و بمن اعلان جنگ نمودند. بیست و شش سال با اینها جنگیدم. طوری شده بود که خیرات می‌دادند و عروسی می‌گرفتند و مرادعوت نمی‌کردند. فقط نوشتم و در گوشه و کنار روزگار گذراندم.
معجز در سال ۱۳۱۲ خورشیدی به دلیل اعمال فشارها شبستر را ترک و به شهرستان شاهرود نزد یکی از اقوامش که گویا باجناقش بوده می‌رود و یکسال بعد در سال ۱۳۱۳ خورشیدی در آن شهر درگذشت.

## سبک اشعار
اشعار این شاعر همه مربوط به نکوهش و هجو و انتقاد از اوضاع اجتماعی دوران حیاتش است. دورانی که ره آورد حاکمیت سلسله قاجار بر ایران بود. او در اشعار خود به خرافات و نادانی و تحریفات و بدعت‌های ناشایست دینی تاخته و انسانها را به سوی روشنایی و نور دانش و تمدن برای ترقی دادن کشور فرا می‌خواند. و از بیان واقعیات باکی بدل راه نمی‌دهد به همین جهت نیز مغضوب متحجرین و دعا نویسان و اشاعه دهندگان خرافات در قالب تفسیرهای غلط از احکام دین در شبستر واقع می‌شود.
معجز در استانبول نیز به زبان ترکی آذربایجانی شعر می‌سرود و مردم را با اوضاع و احوال و مشکلات پیش روی جامعه ایران آشنا می‌ساخت.
وی بر این باور بود که او نیز مثل میرزا علی‌اکبر صابر (متخلص به صابر) صاحب مجموعه اشعار هوپ هوپ نامه در بیداری مردم خود باید بکوشد. و به همین علت در هریک از اشعار خود به یک معضل و مسئله اجتماعی اشاره دارد.
میرزاعلی معجز شبستری در اشعار خود به جهالت و نادانی، احتکار، کم فروشی، زور گویی، انجام اعمال وقیحانه توسط اربابان و خانها و کسانی که خود را از بزرگان جامعه می‌دانند و تحت لوای دین به خلافکاری و ترویج خرافات می‌پردازند، اشاره‌ها دارد و همین بر حلاوت و مقبولیت اشعارش می‌افزاید.
وی دربارهٔ ماه رمضان خطاب به خداوند گفته‌است:
| بوینو یوغون آلمانلی نی دا ایله مکلّف  |  | تا توتسون اوروج، بیلسین اوباشدان نه دی، یارب |
| لاغر بدن ایرانلی یا لطفون نیه چوخدور |  | بیر مشت عجمه بو قَدَر احسان نه دی، بارب        |
| بالونیله افلاکه چیخار، یاندیری چرخین |  | آلمان بیله گر روزه و رمضان ندی، یارب         |

ترجمه:
| آلمانی گردن‌کلفت را هم مکلف می‌کردی            |  | تا روزه بگیرند، بدانند سحر چیست، یارب   |
| چرا لطفت به ایرانی نزار زیاد است             |  | اینقدر احسان بر یک مشت عجم چیست، یارب   |
| با طیاره به افلاک برمی‌خیزد، چرخت را می‌سوزاند |  | اگر آلمان بداند روزه و رمضان چیست، یارب |

## اشعار ملی گرایانه
| خصم اولاً هرکیم بیزه، آلت ایدروخ اونلاری   |  | قورخی ندور بیلمروخ، بیز وطن اصلان لاری   |
| عرصه میدانی بیز دشمنه تنگ ایلروخ          |  | حمله صف دشمنه، مثل پلنگ ایلروخ           |
| حکم ایده گر خلقیمیز، شیریله جنگ ایلروخ    |  | خلق آقامیزدور بیزم، بیز انون اوغلانلاری  |
| قوخما عجم ملتی، همهمه شیردن               |  | ایلمروخ باک بیز، نعره شصت تیردن          |
| چکمز اَل ایرانلی لار قبضهٔ شمشیردن          |  | گر توکوله سوکیمی، یر اوزونه قانلاری      |
| چوخ سو وَر ایرانلی لار، جان کیمی ایرانی نی |  | کج باخا هرکس اونا، لشکر ایچر قانی نی     |
| راه وطنده فدا فوراً ایده ر قانی نی         |  | چونکه کیان نسلی نون، جانلی دور ایمانلاری |
| صفحهٔ تاریخده شانلیدی چون آدیمیز           |  | رستم دستان کیمی جنگ ایدر افرادیمیز       |
| دیو سفیدین قولین باغلامیش اجدادیمیز       |  | سطوت تاریخیمیز قورخودار انسانلاری        |
| تابع ایرانیدی بلخ و بخارا و شام           |  | هند و خطا و ختن، یثرب و بیت الحرام       |
| آلتی مین ایل تیتردیب، کره ارضی تمام       |  | بیز عجم اولادونون سام و نریمانلاری       |

ترجمه پارسی:
| هرکه با ما دشمن شود، به زیر می کشیمش         |  | با ترس بیگانه‌ایم، ما شیران میهن     |
| میدان کارزار را بر دشمنان تنگ می‌کنیم         |  | چون پلنگ بر صف دشمن می‌تازیم         |
| اگر ملتمان فرمان دهد، با شیر می‌جنگیم         |  | ملت آقای ماست و ما پسرانش           |
| ملت عجم از همهمه شیر مترس                    |  | ما از نعره شصت تیر هم باکی نداریم   |
| ایرانیان، دست از قبضه شمشیر نمی‌کشند          |  | اگر خونشان چون آب بر زمین بریزد     |
| ایرانیان، ایران را چون جان دوست دارند        |  | هرکس بدان کج بنگرد، لشکر خونش بریزد |
| ایرانی خونش را قربانی میهن می‌کند             |  | زیرا که ایمان نسل کیانی زنده است    |
| چون نام ما در برگهای تاریخ درخشان است        |  | افرادمان چون رستم دستان می‌رزمند     |
| نیاکانمان دست دیو سپید را بسته‌اند            |  | هیمنه تاریخ ما همگان را می‌ترساند    |
| [روزگاری] بلخ و بخارا و شام تابع ایران بودند |  | هند و ختا و یثرب و بیت الحرام[نیز]  |
| شش هزار سال کره زمین را لرزانده‌است           |  | فرزندانِ سام و نریمان ما عجمان       |

کلیات معجز شبستری در ویکی‌نبشته